# Agaton

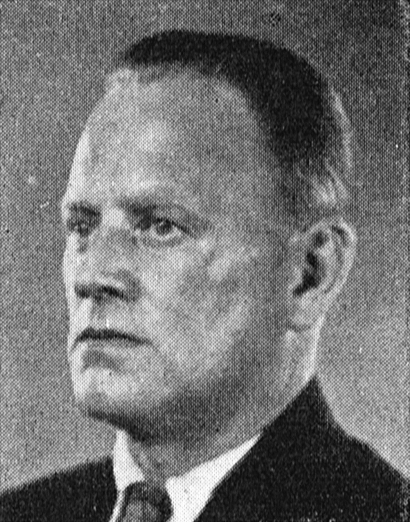
Agaton Blom

Agaton eller Agathon är ett namn som liksom Agata har grekiskt ursprung, och betyder god, duglig. Namnet har förekommit länge i Sverige men är nu väldigt ovanligt. Den 31 december 2019 bar 656 svenska män namnet Agaton, varav 282 hade det som tilltalsnamn. Motsvarande siffror för namnformen Agathon var 59 och 35. Under 2008 fick 16 pojkar Agaton som tilltalsnamn.
Före 1993 hade Agaton namnsdag 7 december i Sverige till minne av ett romerskt helgon, som led martyrdöden. I den finlandssvenska namnsdagslängden hade Agaton namnsdag 7 december 1929–1949.

## Personer med namnet
- Agaton Blom,  svensk politiker

## Fiktiva
Agaton Sax privatdetektiv i böcker av Nils-Olof Franzén